# NGC 4695
NGC 4695 (другие обозначения — IC 3791, UGC 7966, MCG 9-21-48, ZWG 270.23, PGC 43173) — спиральная галактика с перемычкой (морфологический тип SBbc) в созвездии Большой Медведицы. Открыта Уильямом Гершелем в 1791 году.
Этот объект входит в число перечисленных в оригинальной редакции «Нового общего каталога». Гершель, вероятно, отметил эту галактику в своих записях дважды: впервые 14 апреля 1789 года и во второй раз — 24 марта 1791 года. 
На астрофотографиях видна спиральная галактика, довольно сильно наклонённая к лучу зрения, с ярким вытянутым ядром и двумя главными спиральными рукавами. Спиральные рукава имеют клочковатую структуру. Непосредственно к юго-западу от ядра — слабая звезда поля или компактный объект. При визуальном наблюдении в любительский телескоп со средним увеличением галактика тусклая, видна как маленькое, несколько размытое овальное световое пятнышко, вытянутое с востока на запад. Поверхностная яркость равномерна по всей оболочке. Радиальная скорость: 4966 км/с. Расстояние: 222 млн световых лет. Диаметр: 71 тыс. световых лет.